# Indian Institute of Science
Das Indian Institute of Science (IISc, inoffiziell auch „Tata Institute“) ist eine Forschungseinrichtung und Universität in Bengaluru, Indien.

## Studienangebot
In Studiengängen mit Bachelor- und Masterabschlüssen (B.Sc., M.Tech., M.Mgt. und M.Des.) sind über 1.500 Studierende eingeschrieben. Einen PhD oder „Integrated PhD“ (Master- und PhD-Abschluss kombiniert) streben über 2.100 Studierende an.
Das Institut gliedert sich in 54 akademische sowie administrative Fachbereiche (Departments, Centres), die je einer von sieben Abteilungen (Divisions) zugeordnet sind:
- Biological Sciences
- Chemical Sciences
- Electrical Sciences
- Interdisciplinary Research
- Mechanical Sciences
- Physical and Mathematical Sciences
- Centres under the Director

## Campus

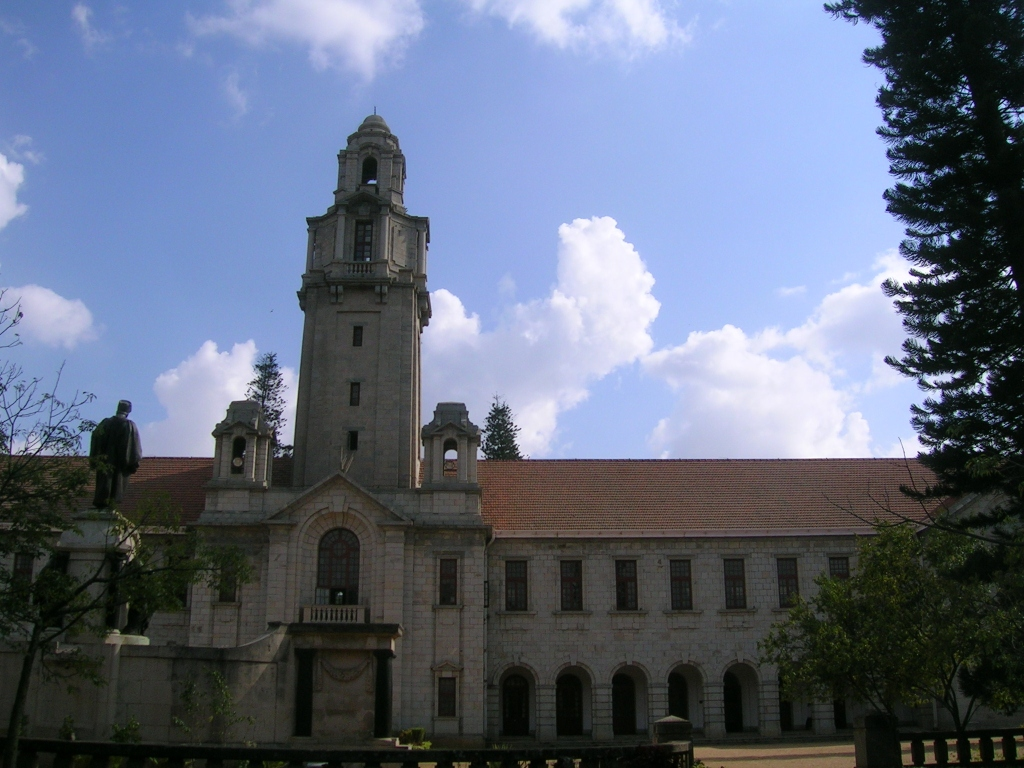
Hauptgebäude des IISc

Der 1,6 km² große Hauptcampus befindet sich im Nordwesten von Bengaluru zwischen den Stadtteilen Malleswaram und Mathikere. Auf dem umfriedeten Gelände befinden sich neben den Fakultätseinrichtungen und administrativen Gebäuden auch Studentenwohnheime, Wohnungen für Angestellte, Sportanlagen, Restaurants und Geschäfte für den täglichen Bedarf.
Seit 2008 wird ein zweiter Campus mit einer Fläche von circa 6 km² in der Stadt Challakere aufgebaut.

## Geschichte
Gegründet wurde das IISc zu britischen Kolonialzeiten auf Anregung des indischen Industriellen Jamshedji Tata mit Beratung und Unterstützung durch den englischen Nobelpreisträger William Ramsay. 1909 nahm es die Arbeit auf, der erste indische Direktor war der Nobelpreisträger Sir C. V. Raman.

## Rankings
Das IISc hat von allen akademischen Institutionen in Indien die meisten Veröffentlichungen. Es ist seit der ersten Durchführung des Shanghai-Rankings in 2003 bis zum Jahr 2017 jährlich als beste und oft einzige Universität Indiens aufgeführt. Im Times Higher Education Ranking war es in den Jahren 2015 bis 2018 die höchstplatzierte Einrichtung Indiens.